# سومجیت جونگجوهور
سومجیت جونگجوهور (تایلندی: สมจิตร จงจอหอ؛ زادهٔ ۱۹ ژانویهٔ ۱۹۷۵) بوکسور سابق اهل تایلند است.
از افتخارات وی می‌توان به کسب مدال طلا در بازی‌های المپیک تابستانی ۲۰۰۸ اشاره کرد.